# Prokopia
Prokopia, född 770, död efter 813, var en bysantinsk kejsarinna, gift med kejsar Mikael I Rangabe.
Hon var dotter till kejsar Nikeforos I, finansminister hos Irene, som han 802 avsatte och efterträdde. År 811 avled hennes far, och hennes bror var svårt skadad. Han ville utse sin fru Teofano till efterträdare, men Prokopia övertalade honom genom hotelser att i stället utse hennes man och abdikera. Prokopia ska ha dominerat sin mans kortvariga regering och även följt med honom på fälttåg, något som inte uppskattades av trupperna. 813 abdikerade hennes man trots hennes försök att hindra honom, och hon tvingades tillbringa resten av livet i kloster. Hennes dödssår är okänt.  